# James Edward Tierney Aitchison
James Edward Tierney Aitchison (28 d'octubre de 1836, Nimach, Índia - 30 de setembre de 1898, Morlake, Surrey) fou un metge i botànic escocès.
Obté el seu doctorat en medicina a la Universitat d'Edimburg l'any 1858 i ingressa al "Servei Metge Bengalí". Recol·lectà flora a Índia de 1861 a 1872, a Afganistan de 1872 a 1885, i a Irlanda ocasionalment de 1861 a 1869.
Publica un Catalogue of plants of Panjab and Sindh l'any 1869, "On the flora of Kuram Valley, etc. Afghanistan" en el Journal of Linnean Society en 1880-1881 així com diverses altres publicacions, editades a la Societat linneana de Londres (d'on és membre des de 1863).
El seu herbari es conserva al Real Jardí Botànic de Kew, i a Calcuta.

## Honors
Membre de
- 1883: Royal Society

### Eponímia
William Botting Hemsley (1843-1924) li dedica el gènere botànic Aitchisonia.
Espècies
| - (Alliaceae) Allium aitchisonii Boiss. - (Apiaceae) Bupleurum aitchisonii H.Wolff - (Asphodelaceae) Henningia aitchisonii (Baker) Khokhr. - (Aspleniaceae) Asplenium aitchisonii Fraser-Jenk. & Reichst. - (Balsaminaceae) Impatiens aitchisonii Hook.f. - (Berberidaceae) Berberis aitchisonii Ahrendt - (Brassicaceae) Erysimum aitchisonii O.E.Schulz - (Colchicaceae) Colchicum aitchisonii (Hook.f.) Nasir - (Convolvulaceae) Convolvulus aitchisonii C.B.Clarke - (Cyperaceae) Carex aitchisonii Boeckeler - (Ephedraceae) Ephedra aitchisonii (Stapf) V.Nikitin - (Iridaceae) Iris aitchisonii (Baker) Boiss. - (Leguminosae) Astragalus aitchisonii Širj. & Rech.f. | - (Liliaceae) Tulipa aitchisonii A.D.Hall - (Onagraceae) Epilobium aitchisonii P.H.Raven - (Ophioglossaceae) Ophioglossum aitchisonii (Clarke) d'Almeida - (Papaveraceae) Pistolochia aitchisonii (Popov) Soják - (Plantaginaceae) Plantago aitchisonii Pilg. - (Poaceae) Agropyron aitchisonii (Boiss.) P.Candargy - (Primulaceae) Primula aitchisonii Pax - (Ranunculaceae) Delphinium aitchisonii Huth - (Rosaceae) Agrimonia aitchisonii Schönb.-Tem. - (Rubiaceae) Rubia aitchisonii Deb & Malick - (Selaginellaceae) Lycopodioides aitchisonii (Hieron.) Tzvelev - (Viscaceae) Bifaria aitchisonii Tiegh. |

## Font
- Ray Desmond (1994). Dictionary of British and Irish Botanists and Horticulturists including Plant Collectors, Flower Painters and Garden Designers. Taylor & Francis et The Natural History Museum (Londres). ISBN 0-85066-843-3